# 四大名捕斗将军 (电视剧)
《四大名捕鬥將軍》，又名《少年四大名捕》，2001年中國大陸電視劇，改編自溫瑞安經典小說《四大名捕》。主角有沈傲君、聂　远、何润东、王学兵、黄少祺、蔡灿得、陈怡蓉、徐锦江、寇振海等。台灣的中華電視公司（華視）於2003年2月27日至04月16日首播本劇，定名《少年四大名捕》。

## 簡介
十七年前，江湖发生一场惨绝人环的灭门血案，策划这一惨案的盟主不死神龙冷悔善的结义兄弟，人称惊怖大将军的凌落石。十七年后，一代奇人诸葛神侯将四位少年安排在凌落石的身边，他们是就是少年時期的四大名捕，最後解決大魔頭，更受御赐“神捕”之名，开始了他们的捕快生涯。 

### 角色簡介
無情
四大名捕中的大師兄，本名盛崖餘。諸葛神侯大弟子，禦賜「天下四大名捕」之首。外冷內熱深得大家尊重，此人智勇雙全，熟通醫術、暗器、機關。與小師妹-諸葛青青和四師弟有著看似平淡卻複雜的關係。 
鐵手
四大名捕中的二師兄，原名鐵游夏。早年已是當地名捕，後來帶藝投師。一雙鐵掌刀槍不入，百毒不侵，個性憨厚忠實，為人重義氣重感情。
看著三位師兄弟位情所困，想幫卻又無從幫起，最後自己也掉入其中。
追命
四大名捕中的三師兄，原名崔略商。出生時便帶有內傷，不修邊幅，對什麼事都不在乎。自身輕功則是江湖中首屈一指，腳上功夫也是無人匹敵，但個人情感複雜，唯有美酒解千愁，別名稱做「情酒痴人」。 
冷血
四大名捕中的四師弟，原名冷凌棄。所用兵器為軟劍，但是自稱冷血之劍。不太善於處理感情方面的問題，個性孤冷獨僻，對什麼事都冷冰冰，對於自己身世也毫不在乎。但對摯愛卻疼愛有加。
諸葛青青
四大名捕之師--諸葛神侯的義女，與無情是青梅竹馬的玩伴，曾救過重傷的冷血，三人因此開始了剪不斷理還亂的三角戀情。
凌小刀
乃凌落石之女，為人天真並富正義感，為了大義背離父親，對救過他的冷血一見鍾情，是無情臥底時教過的學生。後因鐵手的癡情而感動，因而接受他。
花代珍
青青的表妹，為人豪放不羈，活脫脫是個花木蘭的女子，欣賞追命的專情，因而愛上他，在死纏爛打外加殉情失敗等等招數後終於得到追命的心。

## 演員

### 四大名捕
- 聂　远 飾 無情－盛崖餘
- 王学兵 飾 鐵手－鐵游夏
- 何润东 飾 追命－崔略商
- 黄少祺 飾 冷血－冷凌棄

### 其他演員
- 岳躍利 飾 诸葛神侯
- 沈傲君 飾 诸葛青青
- 蔡灿得 飾 凌小刀
- 陈怡蓉 飾 花代珍
- 周月  飾 小透／舒動人
- 張雙利  飾 舒無戲
- 徐锦江 飾 楊奸
- 寇振海 飾 凌落石
- 李欣 飾 宋紅男
- 張國慶  飾 狗道人
- 劉海波  飾 兔大師
- 王駕麟  飾 凌小骨／冷小骨
- 張振寰  飾 冷悔善

## 連結
- 來源介紹1（页面存档备份，存于）
- 來源介紹2
- 四大名捕鬥將軍主題曲，江湖行－庹宗華

## 作品的變遷
| 中華電視公司 八點劇場                         | 中華電視公司 八點劇場                        | 中華電視公司 八點劇場 |
| --------------------------------------------- | -------------------------------------------- | --------------------- |
|                                               | 四大名捕 （2003年2月27日 - 2003年4月15日）   |                       |
| 倚天屠龍記 （2002年12月25日 - 2003年2月27日） | 美麗俏佳人 （2003年4月16日 - 2004年5月16日） |                       |

| 華視 星期六至日10:00 - 12:00 (5/3 10:00-11:00完結篇)                | 華視 星期六至日10:00 - 12:00 (5/3 10:00-11:00完結篇)        | 華視 星期六至日10:00 - 12:00 (5/3 10:00-11:00完結篇) |
| ------------------------------------------------------------------- | ----------------------------------------------------------- | ---------------------------------------------------- |
|                                                                     | 四大名捕 （2014.02.16 - 2014.05.03)                         |                                                      |
| 武媚娘傳奇 （2013.11.30 - 2014.02.15） (11/30播出時間為11:00-12:00) | 倚天屠龍記 （2014.05.03 - 2014.) (5/3播出時間為11:00-12:00) |                                                      |